# Лавоподібні виробки
Лавоподібні виробки (рос. лавообразные выработки, англ. workings with aerodynamic processes similar to longwall faces, нім. strebförmige Grubenbaue m pl) — (у рудниковій аеродинаміці) — гірничі виробки, в яких процеси розсіювання і видалення домішок та обмін повітря відбувається під дією однорідного турбулентного потоку, що займає всю площу поперечного перерізу виробки.